# Sten Pentus
Sten Pentus (ur. 3 listopada 1981 roku w Tallinnie) – estoński kierowca wyścigowy.

## Kariera

### Początki
Sten karierę rozpoczął w roku 1996 od kartingu. W 2000 roku zadebiutował w wyścigach samochodów jednomiejscowych. Już w pierwszym podejściu sięgnął po tytuł mistrzowski w Estońskiej Formule 4 oraz Formule Baltic, natomiast sezon później obronił mistrzostwo w pierwszej z nich. W kolejnych dwóch latach był drugim oraz czwartym zawodnikiem Formuły Baltic. W 2002 roku spróbował swych sił także w fińskich mistrzostwach samochodów turystycznych.

### Formuła BMW
W sezonie 2004 Pentus wyjechał z Estonii i zadebiutował w Niemieckiej Formule BMW. Zdobyte punkty sklasyfikowały go na 18. miejscu. Rok później, na skutek problemów finansowych, zawiesił swoją karierę. Wystartował w kilku wyścigach lokalnej Formuły Baltic, a dzięki zdobytym punktom, uplasował się na 10. lokacie.

### Formuła Renault
Do czynnych startów powrócił w 2006 roku. Estończyk wystartował w czterech rundach Europejskiej Formuły Renault, jednak w żadnym z wyścigów nie zdobył punktów. Sten wziął także udział w jednej rundzie północnoeuropejskiego cyklu. Na torze w Oschersleben zmagania zakończył na trzynastej i jedenastej lokacie. Cały sezon ukończył na jako trzydziesty.
W roku 2007 Pentus przeniósł się do Brytyjskiej Formuły Renault. W pierwszym sezonie startów w Wielkiej Brytanii, Estończyk zaangażował się w podrzędną serię BARC. Uzyskane punkty uplasowały go na 11. pozycji. W drugim sezonie startów ścigał się w głównym cyklu. Sten wystartował w sześciu eliminacjach, najlepszą lokatę odnotowując w drugim wyścigu, na torze Thruxton, gdzie uplasował się na ósmym miejscu. W klasyfikacji generalnej znalazł się na 18. miejscu.

### Formuła Renault 3.5
W sezonie 2008 Estończyk zadebiutował w Formule Renault 3.5. Reprezentując brytyjską stajnię Comtec Racing, wziął udział w ostatniej rundzie, rozegranej na hiszpańskim torze Circuit de Catalunya. Nie zdobył punktów, będąc sklasyfikowanym w drugiej dziesiątce.
W 2009 roku Sten podpisał kontrakt na pełny sezon, z malezyjską ekipą Mofaz Racing. Już w drugim starcie, na torze pod Barceloną, Pentus stanął na średnim stopniu podium. Na kolejne punkty czekał jednak do drugiej połowy sezonu, będąc w czołowej dziesiątce jeszcze na torze Silverstone, w Algarve oraz Alcanaz. Ostatecznie w klasyfikacji generalnej Estończyk uplasował się na 16. pozycji.
Sezon 2010 był zdecydowanie bardziej udany. W zespole Fortec Motorsport Pentus punktował ośmiokrotnie, a w czterech wyścigach znalazł się w pierwszej trójce. Na torze w Aragonii (uzyskał także najszybsze okrążenie) oraz w Budapeszcie (startował z pole position) Sten po raz pierwszy w karierze zwyciężył. Najszybszy czas okrążenia uzyskał także w pierwszym starcie, na francuskim torze Magny-Cours. Udany rok zakończył na wysokim 5. miejscu.
Po obiecującym sezonie, Estończyk przeniósł się do hiszpańskiej stajni EPIC Racing. Pomimo sporych nadziei, sezon okazał się rozczarowujący dla Pentusa, który w zaledwie czterech startach sięgnął po punkty. Tylko w pierwszym wyścigu, na torze Silverstone, Sten zdobył więcej, niż jeden punkt, zajmując szóstą lokatę. Skromny dorobek pozwolił mu zająć odległą 24. pozycję, w stosunku do czwartej, zajętej przez zespołowego partnera, Hiszpana Alberta Costę.

## Statystyki
| Sezon | Seria                                          | Zespół                      | Wyścigi | Zwycięstwa | PP | NO | Podium | Punkty | Pozycja |
| ----- | ---------------------------------------------- | --------------------------- | ------- | ---------- | -- | -- | ------ | ------ | ------- |
| 2000  | Bałtycka Formuła 4                             |                             |         |            |    |    |        | 280    | 1       |
| 2000  | Formuła Baltic                                 |                             |         |            |    |    |        |        | 1       |
| 2001  | Bałtycka Formuła 4                             |                             |         |            |    |    |        |        | 1       |
| 2001  | Baltic Touring Car Championship - Super 1600   |                             | 5       | 1          |    |    | 4      | 94     | 2       |
| 2002  | Formuła Baltic                                 |                             |         |            |    |    |        | 125    | 2       |
| 2002  | Baltic Touring Car Championship - B2000        |                             | 6       | 0          | 0  | 0  | 2      | 44     | 7       |
| 2002  | Finnish Touring Car Championship               | Saksa Auto AMK              | 4       | 0          | 0  | 0  | 2      |        |         |
| 2003  | Formuła Baltic                                 |                             |         |            |    |    |        | 78     | 4       |
| 2004  | Formuła BMW ADAC                               | KUG-DeWalt Racing           | 18      | 0          | 0  | 0  | 0      | 4      | 18      |
| 2005  | Formuła Baltic                                 |                             |         |            |    |    |        | 60     | 10      |
| 2006  | Europejski Puchar Formuły Renault 2.0          | SG Formula                  | 8       | 0          | 0  | 0  | 0      | 0      | NS†     |
| 2006  | Północnoeuropejski Puchar Formuły Renault 2.0  | MDR Motorsport              | 2       | 0          | 0  | 0  | 0      | 18     | 30      |
| 2007  | Brytyjska Formuła Renault BARC                 | Falcon Motorsport           | 8       | 0          | 0  | 0  | 1      | 27     | 11      |
| 2007  | Brytyjska Formuła Renault BARC (edycja zimowa) | Falcon Motorsport           | 4       | 1          | 1  | 1  | 2      | 25     | 4       |
| 2008  | Brytyjska Formuła Renault                      | CR Scuderia Formula Renault | 10      | 0          | 0  | 0  | 0      | 78     | 18      |
| 2008  | Formuła Renault 3.5                            | Red Devil Team Comtec       | 2       | 0          | 0  | 0  | 0      | 0      | NS†     |
| 2009  | Formuła Renault 3.5                            | Mofaz Fortec Motorsport     | 17      | 0          | 0  | 0  | 1      | 23     | 16      |
| 2010  | Formuła Renault 3.5                            | Fortec Motorsport           | 17      | 2          | 1  | 2  | 4      | 78     | 4       |
| 2010  | Toyota Racing Series                           | Giles Motorsport            | 12      | 2          | 0  | 2  | 7      | 660    | 4       |
| 2011  | Formuła Renault 3.5                            | EPIC Racing                 | 17      | 0          | 0  | 0  | 0      | 11     | 24      |
| 2012  | Auto GP World Series                           | Virtuosi Racing UK          | 6       | 0          | 0  | 0  | 0      | 14     | 15      |
| 2012  | Auto GP World Series                           | Zele Racing                 | 6       | 0          | 0  | 0  | 0      | 14     | 15      |

† - Pentus nie był zaliczany do klasyfikacji

## Wyniki w Formule Renault 3.5
| Legenda oznaczeń w tabelach wyników Wyświetl szablon na nowej stronie | Legenda oznaczeń w tabelach wyników Wyświetl szablon na nowej stronie                                                                     |
| Oznaczenie                                                            | Wyjaśnienie |
| --------------------------------------------------------------------- | --- |
| Złoty                                                                 | Zwycięzca lub mistrzostwo |
| Srebrny                                                               | 2. miejsce lub wicemistrzostwo |
| Brązowy                                                               | 3. miejsce lub II wicemistrzostwo |
| Zielony                                                               | Ukończył, punktował (w klasyfikacji generalnej, gdy zdobył co najmniej jeden punkt na przestrzeni sezonu, poza trzema powyższymi opcjami) |
| Niebieski                                                             | Ukończył, nie punktował (w klasyfikacji generalnej, gdy nie zdobył co najmniej jednego punktu na przestrzeni sezonu)                      |
| Czerwony                                                              | Nie zakwalifikował się (NZ) |
| Czerwony                                                              | Nie prekwalifikował się (NPK) |
| Różowy                                                                | Nie ukończył (NU) |
| Różowy                                                                | Niesklasyfikowany (NS) (w klasyfikacji generalnej, gdy nie został sklasyfikowany w żadnym wyścigu sezonu)                                 |
| Czarny                                                                | Zdyskwalifikowany (DK) |
| Czarny                                                                | Wykluczony (WYK/EX) |
| Biały                                                                 | Nie wystartował (NW) |
| Biały                                                                 | Kontuzjowany (K/INJ) |
| Biały                                                                 | Wyścig odwołany (OD/C) |
| Bez koloru                                                            | Został wycofany (WYC/WD) |
| Bez koloru                                                            | Nie przybył (NP/DNA) |
| Bez koloru                                                            | Nie brał udziału w treningach (NT/DNP) |
| Bez koloru                                                            | Nie został zgłoszony (–) |
| Pogrubienie                                                           | Start z pole position |
| Kursywa                                                               | Najszybsze okrążenie wyścigu |
| †                                                                     | Nie ukończył, ale jego rezultat został zaliczony ze względu na przejechanie więcej niż 90% dystansu wyścigu.                              |
| *                                                                     | Sezon w trakcie |
| 1/2/3                                                                 | Punktowana pozycja w sprincie kwalifikacyjnym                                                                                             |
| Lista systemów punktacji Formuły 1                                    | |

| Rok  | Zespół                               | Wyniki w poszczególnych eliminacjach | Wyniki w poszczególnych eliminacjach | Wyniki w poszczególnych eliminacjach | Wyniki w poszczególnych eliminacjach | Wyniki w poszczególnych eliminacjach | Wyniki w poszczególnych eliminacjach | Wyniki w poszczególnych eliminacjach | Wyniki w poszczególnych eliminacjach | Wyniki w poszczególnych eliminacjach | Wyniki w poszczególnych eliminacjach | Wyniki w poszczególnych eliminacjach | Wyniki w poszczególnych eliminacjach | Wyniki w poszczególnych eliminacjach | Wyniki w poszczególnych eliminacjach | Wyniki w poszczególnych eliminacjach | Wyniki w poszczególnych eliminacjach | Wyniki w poszczególnych eliminacjach | Punkty | Pozycja |
| ---- | ------------------------------------ | ------------------------------------ | ------------------------------------ | ------------------------------------ | ------------------------------------ | ------------------------------------ | ------------------------------------ | ------------------------------------ | ------------------------------------ | ------------------------------------ | ------------------------------------ | ------------------------------------ | ------------------------------------ | ------------------------------------ | ------------------------------------ | ------------------------------------ | ------------------------------------ | ------------------------------------ | ------ | ------- |
| 2008 | Red Devil Comtec Racing              | ITA                                  | ITA                                  | BEL                                  | BEL                                  | MON                                  | GBR                                  | GBR                                  | HUN                                  | HUN                                  | DEU                                  | DEU                                  | FRA                                  | FRA                                  | PRT                                  | PRT                                  | ESP                                  | ESP                                  | 0      | 31      |
| 2008 | Red Devil Comtec Racing              | -                                    | -                                    | -                                    | -                                    | -                                    | -                                    | -                                    | -                                    | -                                    | -                                    | -                                    | -                                    | -                                    | -                                    | -                                    | 14                                   | 17                                   | 0      | 31      |
| 2009 | Mofaz Fortec Motorsport Mofaz Racing | CAT                                  | CAT                                  | BEL                                  | BEL                                  | MON                                  | HUN                                  | HUN                                  | GBR                                  | GBR                                  | FRA                                  | FRA                                  | PRT                                  | PRT                                  | DEU                                  | DEU                                  | ARA                                  | ARA                                  | 23     | 16      |
| 2009 | Mofaz Fortec Motorsport Mofaz Racing | 18                                   | 2                                    | 18                                   | 11                                   | 11                                   | 18                                   | 15                                   | 14                                   | 7                                    | 14                                   | 13                                   | 9                                    | 14                                   | NU                                   | 12                                   | NU                                   | 10                                   | 23     | 16      |
| 2010 | Fortec Motorsport                    | ARA                                  | ARA                                  | BEL                                  | BEL                                  | MON                                  | CZE                                  | CZE                                  | FRA                                  | FRA                                  | HUN                                  | HUN                                  | DEU                                  | DEU                                  | GBR                                  | GBR                                  | CAT                                  | CAT                                  | 78     | 4       |
| 2010 | Fortec Motorsport                    | NU                                   | 1                                    | 2                                    | 13                                   | 6                                    | 6                                    | NU                                   | 7                                    | 8                                    | 3                                    | 1                                    | NU                                   | 6                                    | 15                                   | 7                                    | 13                                   | NU                                   | 78     | 4       |
| 2011 | EPIC Racing                          | ARA                                  | ARA                                  | BEL                                  | BEL                                  | ITA                                  | ITA                                  | MON                                  | DEU                                  | DEU                                  | HUN                                  | HUN                                  | GBR                                  | GBR                                  | FRA                                  | FRA                                  | CAT                                  | CAT                                  | 11     | 24      |
| 2011 | EPIC Racing                          | 10                                   | 11                                   | NU                                   | 14                                   | 16                                   | NU                                   | 11                                   | 19                                   | 10                                   | 14                                   | NU                                   | 6                                    | 10                                   | 22                                   | NU                                   | 14                                   | 13                                   | 11     | 24      |

## Życie osobiste
W sierpniu 2014 poślubił Kristel Reinsalu. Syn Väino i Siiri, ma siostrę Keit, która jest politykiem i brata Kristiana.